# Енисея
Енисе́я (греч. Γενισέα, до 1940 года — Γενισαία) — малый город в Греции. Расположен на высоте 23 м над уровнем моря к юго-востоку от города Ксанти, в междуречье рек Нестос (Места) и Косинтос (Ксанти). Административный центр общины Авдира в периферийной единице Ксанти в периферии Восточная Македония и Фракия. Население 1473 человек по переписи 2011 года.

## История
Город основан турками. В период османского владычества (1478—1912) назывался Енидже (осман. يڭيجه‎, Yenice от yeni — «новый»), также Енидже-и-Карасу (Yenice-i Karasu) по турецкому названию реки Нестос (Места) — Карасу (Karasu) для отличия от города Енидже-и-Вардар (Yenice-i Vardar) — современного города Яница, основанного позднее к западу. Являлся центром казы. После разрушительного пожара 1870 года в городе Енисея центр казы был перенесён в Ксанти. Входил в состав казы Ксанти Гюмюрджинского санджака вилайета Эдирне в 1878—1912 гг.
При митрополите Ксанфийском Евгении (Ευγένιος, 1831—1848) в Енисее начато активное строительство церкви.
Близ города выращивался так называемый «ориентальный», или «восточный» табак сорта Yenidje, который перерабатывался в Дрездене на фабрике Йенице в 1909—1953 гг.

## Сообщество
Сообщество (Κοινότητα Γενισέας) создано в 1924 году (ΦΕΚ 194Α). В сообщество входит деревня Вафейка (Βαφαίικα). Население 2185 человек по переписи 2011 года. Площадь 38,962 квадратных километров.
| Населённый пункт | Население (2011), человек |
| ---------------- | ------------------------- |
| Вафейка          | 712                       |
| Енисея           | 1473                      |

## Население
| Год  | Население, человек |
| ---- | ------------------ |
| 1991 | 1634               |
| 2001 | 1872               |
| 2011 | ↘ 1473             |